# Bulletin de Paris
Le Bulletin de Paris est une ancienne société française fondée en 1848, qui couplait régie publicitaire et agence de presse centralisant des articles pour les journaux français, qui fut absorbée par l'Agence Havas.

## Histoire
Correspondance des journaux, des départements et de l'étranger, fondée le 28 février 1848 par Adrien de Lavalette, le Bulletin de Paris offrait ses articles gratuitement. En contrepartie les journauxs abonné au Bulletin de Paris inséraient un certain nombre d'annonces publicitaires. Ce système coexistait avec la régie publicitaire fondée par Charles-Louis Havas 15 ans plus tôt. Les journaux de province préféraient alors le Bulletin de Paris à la Correspondance Havas. Il était moins bien informé, mais il offrait à ses abonnés des avantages matériels immédiats.
Grâce à une société de publicité annexe (Bullier, Duport, Heinet et Mercier), les journaux bénéficiaient d'une publicité extra-régionale pouvant paraître en troisième ou quatrième pages. Avec un capital de deux millions s'était créée la Société générale Fauchey, Lafitte, Bullier, Duport. Mathieu Laffite, J.-F. Fauchey et Louis Bullier, se regroupent et se spécialisent dans la régie de la presse de province, à laquelle ils servent des nouvelles en échange d'espace publicitaire. 
En 1850, à l'âge de 42 ans, Mathieu Laffite rachète le Bulletin de Paris avec Adrien Duport et le courtier en publicité Louis Bullier, réunis dans la société "Bullier-Duport et Cie". 
Après cette opération Mathieu Laffite se regroupe avec des associés qui se spécialisent dans la régie de la presse de province. Ils créent la société "Fauchey, Laffite, Bullier et Compagnie", de Mathieu Laffite Jean-François Fauchey et Louis Bullier.Elle devient la maison-mère de la Société générale des annonces. 
Le 2 novembre 1852, Charles-Louis Havas, à la veille de se retirer, a décidé de passer un accord avec le très rentable Bulletin de Paris par accord passé avec Louis Bullier et Mathieu Laffite, pour le contrôler.
En 1855, lors de l'union du Bulletin de Paris, les annonces étaient payées par la société "Bullier-Duport et Cie" groupés autour de Mathieu Laffite. En 1856, la société réunit Laffitte, Bullier et Mercier, les associés du Bulletin de Paris au 20 rue de la Banque et se rapproche encore un peu plus, un an plus tard, à l'Agence Havas.
En 1856 encore, Mathieu Laffite se rapproche de "Bigot et Cie", qui avait repris en 1850 la Compagnie générale d'annonces" :"On peut donc dire que les trois maisons Panis, Bigot, et Laffite, associées entre elles, réunissent en fermage tous les journaux politiques de la capitale. A deux journaux près, elles ont le monopole de la publicité parisienne", elles menacent d'avoir le même monopole en province, commente un journal. La même année, le trio Havas, Laffitte et Bullier rachète l'Office des Correspondances, qui devient la "Correspondance Bullier" en janvier 1857 et durera jusqu'en 1870. 
En juillet 1857, Louis Bullier s'entend avec trois autres entreprises de publicité : la maison Panis-Bigot et Cie créée en 1855, la maison Lagrange-Cerf, et le bureau de M. Duport. Ainsi, à la "Compagnie générale d'annonces", contrôlée par "Bigot et Cie" succède en juillet 1857, la Société générale des annonces qui associe Bigot et Cie pour la réunir à Laffitte, Bullier et Mercier, les associés du Bulletin de Paris, ainsi que Lagrange-Cerf, domiciliée au 8, place de la Bourse. À eux tous, ils contrôlent l'essentiel du marché de la presse parisienne.
Dans les années 1840, Duport avait créé la société de publicité "Magnier, Bullier, Duport et Cie". Dans les années 1860, ces ententes sont très critiquées, et contestées par Duport.
Dès novembre 1857, dans un souci de contrôler encore mieux ce marché, les frères Havas créent une autre société, les incluant, ainsi que les Fauchey : "Havas, Fauchey, Laffite, Bullier et Cie", au capital réparti entre la famille Havas et les Fauchey, Laffite et Bullier, mais qu'ils ne sont pas : elle n'est qu'une filiale de la maison-mère "Fauchey, Laffite, Bullier et Compagnie". 
Le 25 septembre 1859 Auguste Havas décider de créer une "nouvelle Société générale des annonces"., qui regroupe les trois activités (dépêches télégraphiques d'information, traduction de la presse étrangère et publicité) et les trois titres : Bulletin de Paris, Correspondance Havas et Correspondance Bullier.
Les frères Havas veulent réussir à l'échelle nationale et internationale la politique de régie réussie en province par Matthieu Laffite et Louis Bullier. La fusion transforme radicalement l'Agence Havas, qui s'impose comme premier régisseur de presse.
En 1866, la société « Fauchey, Laffite, Bullier et Compagnie » a un quasi-monopole sur la presse parisienne puisqu'elle contrôle les insertions publicitaires dans les « dix principaux journaux de Paris ». C'est à ce motif, que Jules Jaluzot, qui a fondé l'année précédente la société « Au Printemps » (Printemps Haussmann) la fait condamner le 1er décembre 1866 par le Tribunal de commerce de la Seine à 5 000 francs de dommages et intérêt parce qu'elle a refusé de commercialiser une de ses annonces publicitaires, au motif que cette annonce renvoyait vers Le Moniteur, une publication concurrente de ses clients. Le plaignant avait demandé 100 000 francs. L'agence de publicité gagna en appel puis en Cour de Cassation le 26 août 1867, celle-ci estimant qu'elle avait le droit de refuser une annonce contraire à ses intérêts.